# 金致佑
金 致佑（キム・チウ、Kim Chi-Woo, 김치우、1983年11月11日 - ） は、韓国ソウル特別市出身の元同国代表サッカー選手。現役時代のポジションはDF（左サイドバック）。

## 来歴
2004年に仁川ユナイテッドFCに入団。プロ1年目からレギュラーとして活躍。2006年、期限付き移籍でセルビアのパルチザン・ベオグラードで6ヶ月間プレーした。
2007年1月に全南ドラゴンズへ移籍。その後、2008年7月にFCソウルに入団した。
2003年にはUAEで開かれたU-20ワールドカップに出場し、ベスト16の成績を収めた。
2006年10月8日、ガーナ戦でA代表デビューを果たした。2009年3月28日の親善試合イラク戦で代表初ゴールを記録。代表で李榮杓のポジションを脅かす存在に成長した。

## 代表歴
- U-20韓国代表
  - 2003年 U-20ワールドカップ (ベスト16)
- U-23韓国代表
  - 2006年 アジア競技大会 (4位)
- 韓国代表
  - 2006年10月8日 - A代表初出場 - ガーナ戦
  - 2007年 アジアカップ (3位)
  - 2009年3月28日 - A代表初得点 - イラク戦

### ゴール
| #  | 開催年月日    | 開催地                                                         | 対戦国                 | 勝敗  | 試合概要                            |
| -- | ------------- | -------------------------------------------------------------- | ---------------------- | ----- | ----------------------------------- |
| 1. | 2009年3月28日 | 水原・水原ワールドカップ競技場                                 | イラク                 | ○ 2-1 | 親善試合                            |
| 2. | 2009年4月1日  | ソウル・ソウルワールドカップ競技場                             | 朝鮮民主主義人民共和国 | ○ 1-0 | 2010 FIFAワールドカップ・アジア予選 |
| 3. | 2012年2月25日 | 全州・全州ワールドカップ競技場                                 | ウズベキスタン         | ○ 4-2 | 親善試合                            |
| 4. | 2012年2月25日 | 全州・全州ワールドカップ競技場                                 | ウズベキスタン         | ○ 4-2 | 親善試合                            |
| 5. | 2013年6月4日  | ベイルート・カミール・シャムーン・スポーツ・シティ・スタジアム | レバノン               | △ 1-1 | 2014 FIFAワールドカップ・アジア予選 |